# The Globe and Mail
Глоб енд мейл (англ. The Globe and Mail) — канадська щоденна газета англійською мовою з штаб-квартирою в Торонто. Власником газети є CTVglobemedia.
Газета є другою за популярністю щоденною газетою після «Торонто Стар». Друкується в шести містах Канади.

## Історія
Спочатку газета була заснована 1844 шотландським емігрантом Джорджем Брауном (який пізніше став Батьком конфедерації) і називалася «The Globe». Була друкованим виданням Партії реформ (англ. Reform Party of Canada). У 1850-х роках газета стає незалежним і шановним щоденним виданням. У 1936 році «The Globe» (на той момент мала тираж 78 тис.) об'єдналася з газетою «The Mail and Empire» (тираж 118 тис.), причому остання також утворилася шляхом злиття «The Toronto Mail» і «Toronto Empire» в 1895 році. «The Toronto Mail» була заснована в 1872 році суперником Брауна — політиком-консерватором сером Джоном А. Макдональдом (перший прем'єр-міністр Канади).
У результаті злиття газета отримала сучасну назву. Операція була організована Джорджом Маккуллагом, який діяв від імені магната Вільяма Генрі Райта і став першим власником газети.
Довгий час у газеті працювала Кіт Колман — перша знана військова кореспондентка.